# Doberschauer Schanze

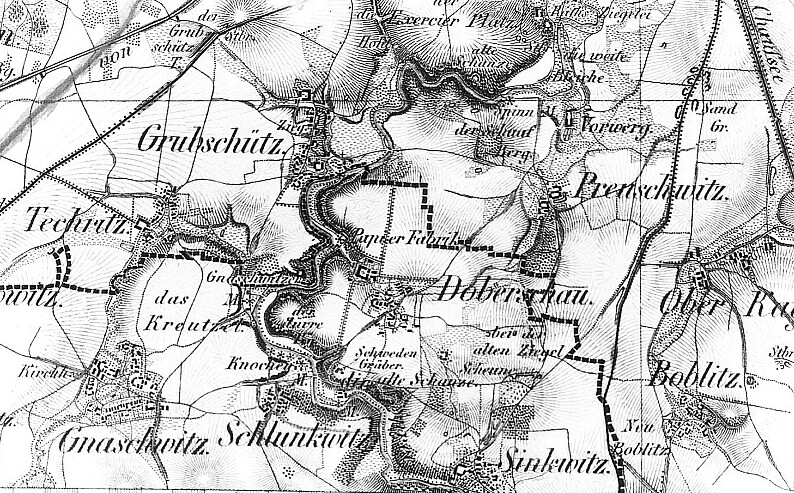
Karte von Oberreit von 1844–46 mit den dargestellten Schweden Gräbern und der Schanze

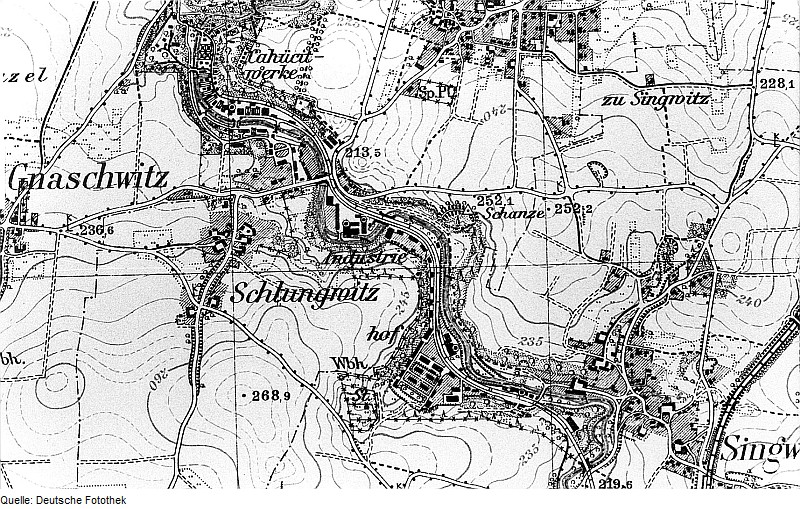
Doberschau-Gaußig-Schlungwitz mit der Schanze. Meßtischblatt, Sekt. Bautzen, Nr. 4852

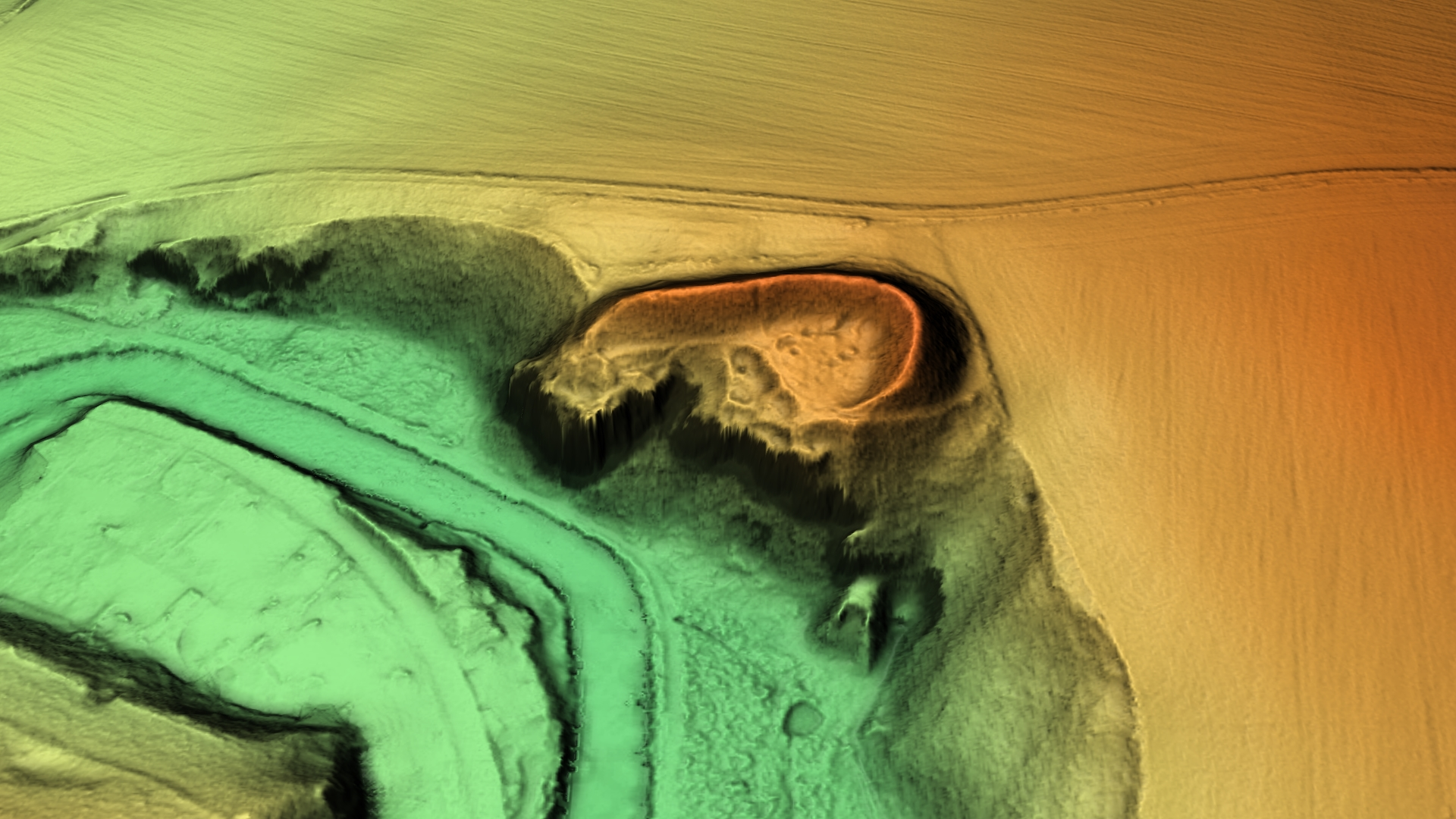
3D-Ansicht des digitalen Geländemodells

Die Doberschauer Schanze (obersorbisch Dobrušanske hrodźišćo, auch Skalenburg Dobruš) ist ein ca. 300 m südlich von Doberschau in der Oberlausitz gelegener ovaler Ringwall über dem 30 m hohen Prallhang am rechten Ufer der Spree, wobei es sich nur um Reste der früheren Befestigung handelt.
Neben der 4,5 km nordöstlich gelegenen Stammesfeste Budusin (Bautzen) ist die slawische Felsenburg Dobruš mit der wichtigste frühgeschichtliche Fundpunkt im Bautzener Raum. Der felsige Steilhang war früher direkt von der Spree umflossen und stellte damit einen hervorragenden Schutz von der Flussseite dar. Auf der anderen Feldseite schützte ein mächtiger Stein-/Erde-Rundwall sowie starke Palisaden die Anlage. Damit war Dobruš um das Jahr 1000 uneinnehmbar befestigt. Im Jahr 1006 erhielt das Stift zu Meißen von König Heinrich II. drei Burgen des Milzener Gaues. In der Schenkungsurkunde wird die Burg erstmals erwähnt. Das dabei erwähnte »Trebista« ist nicht eindeutig zu lokalisieren. Von Historikern wird entweder Dobruša / Doberschau oder Kleindrebnitz bei Bischofswerda als Trebista gedeutet und gehörte zum ersten Grundbesitz der Kirche zu Meißen in dieser Region.
1223/1241 wird im dritten Abschnitt der Oberlausitzer Grenzurkunde der unter Herrschaft der Bischöfe von Meißen stehende schmale Landstreifen zwischen Sebnitz und Doberschau erwähnt. Dieser wurde von Dobruš aus verwaltet, aber da sich die Burgwardverfassung in der späteren Oberlausitz nicht so durchsetzte wie westlich der Elbe geriet es rasch in Vergessenheit.

## Anlage
Der sichelförmige Wall hat eine Basisausdehnung von ca. 90 m und war bis 10 m (ohne Palisaden) im Vergleich zum nördlichen Umland hoch. Die damit umgebene Siedlungsinnenfläche kann ca. 40 × 70 m betragen haben. Es zeigt sich noch heute deutlich der breite Vorgraben, welcher die befestigte Siedlung noch kräftiger vom Hinterland abtrennte. Das beim Aushub des Grabens gewonnene Material mag selbst zum Aufbau des Walles verwendet worden sein. Erkennbar ist auch heute noch der alte nach Süden umlaufende (leicht windende) Eingang, der im Verteidigungsfall die Angreifer veranlasste dem Verteidiger die ungedeckte rechte Seite zu zeigen. Dabei mündete der einzige Zugang unmittelbar an der südlichen Begrenzung des umfassenden Sichelwalles scharf am Steilhang der Spree-Skala.

## Geschichte
Das Fundmaterial lässt eine Erbauung und Nutzung wohl erst nach 900 glaubhaft machen. Die in der Grenzurkunde von 1241 erwähnte Bezeichnung „antiquus campus“ (dt. für „altes Feld“) kann den weiten, sanften Hang ostwärts meinen. Der übersetzte Flurname wird von Worbs 1795 und danach auch von Meiche angeführt. Von den oft erwähnten „Schweden Gräber“n lassen sich keine Vorortnachweise mehr finden. Oberreit hatte sie noch 1850 auf einer Karte verzeichnet. Sie sollten danach zwischen der Schanze und dem Weg nach Doberschau gelegen haben. Walter Frenzel (Karte 1930) mutmaßt, dass es sich um alte bronzezeitliche Hügelgräber handelte, welche seitdem eingeebnet wurden.
Eine Sage berichtet von früheren Kämpfen um die Burg Dobruš. „Ein wildes Reiterheer wollte zunächst den Weiler Doberschau überfallen. Als die Bauern in die Skalenburg flüchteten, teilten sich die Angreifer in zwei Gruppen, die zu gleicher Zeit die Burg stürmend umfassen und einschließen sollten. Die blindlings vorwärts jagenden Reiter stürzten rettungslos in die grausige Tiefe der Schlucht“ (mündliche Mitteilung von E. Klausnitzer. In: Um Bautzen und Schirgiswalde (= Werte der deutschen Heimat. Band 12). 1. Auflage. Akademie-Verlag, Berlin 1967, S. 107f.).

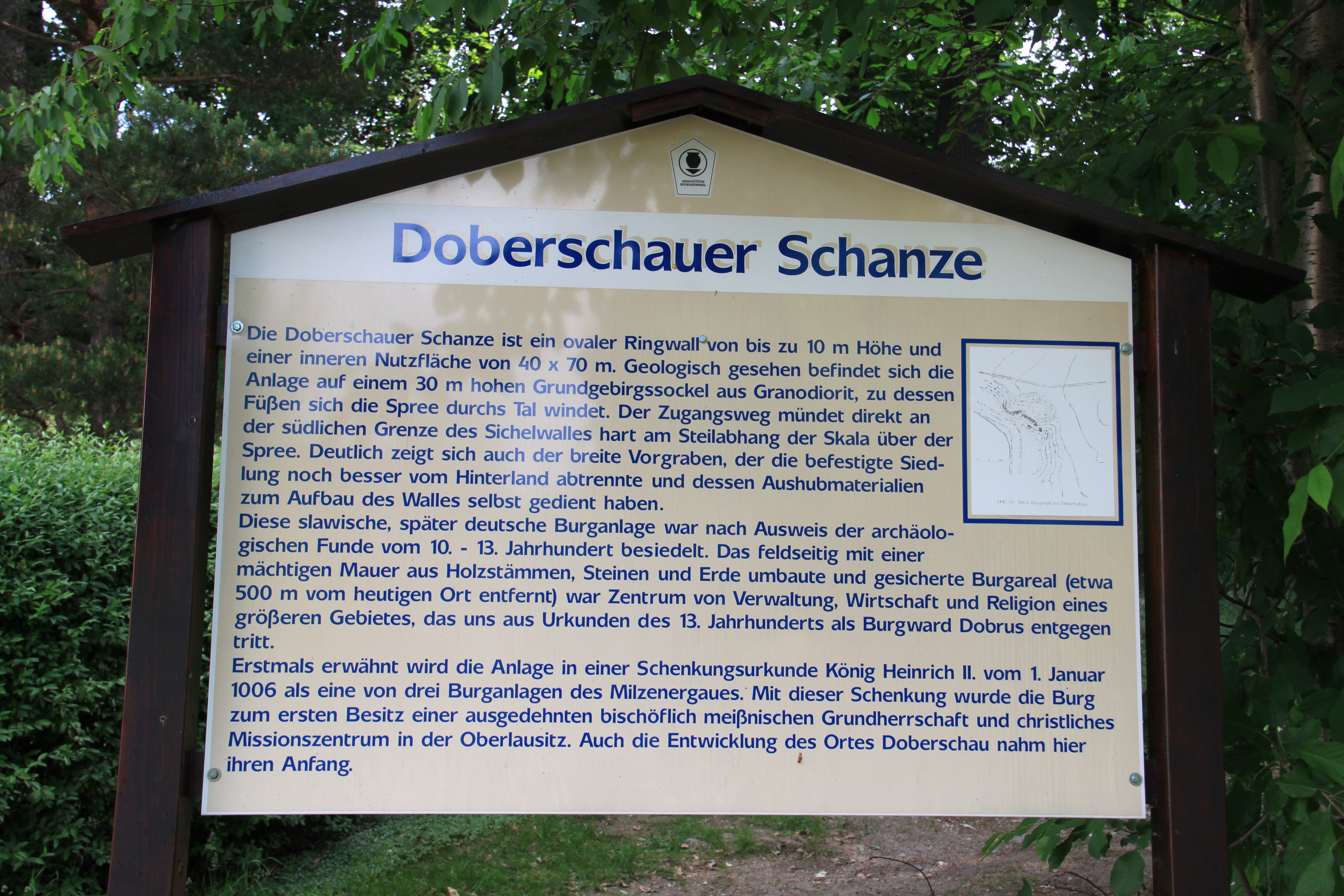
Informationstafel Doberschauer Schanze

Das Klettern an den Felsen unterhalb der Schanze ist trotz vorhandener Kletterrouten verboten.
Ein Wanderweg führt oberhalb der Schanze vorbei. Die Schanze ist als Bodendenkmal geschützt. Der Schutz besteht bereits seit dem 13. Dezember 1937 und wurde am 1. Dezember 1958 erneuert.
Reste einer alten Schießanlage liegen erkennbar südlich der Schanze.